# Thoradonta spinata
Thoradonta spinata är en insektsart som beskrevs av Hancock, J.L. 1909. Thoradonta spinata ingår i släktet Thoradonta och familjen torngräshoppor. Inga underarter finns listade i Catalogue of Life.